# 리비아 사막

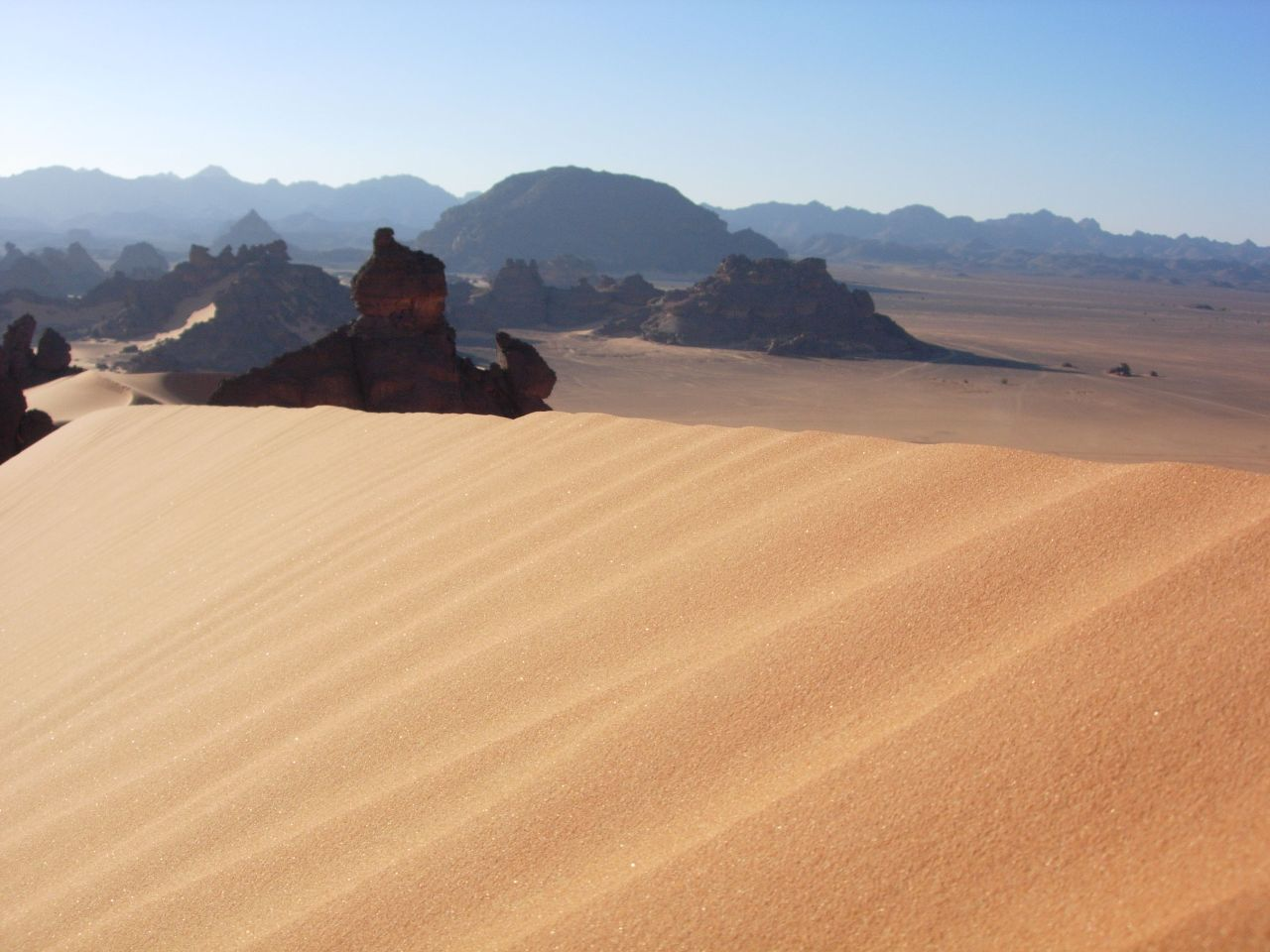

리비아 사막(북위 24도, 동경 25도)은 북아프리카에 있는 사막으로서, 사하라 사막의 북동쪽 부분에 있다. 이집트의 남서부 지역, 리비아의 동부 지역, 수단의 북서부 지역을 차지하고 있다.  넓이는 약 1,100,000 제곱킬로미터이고, 동서로 약 1,100킬로미터, 남북으로 약 1,000킬로미터인 사각형 지역이다.
리비아에 있다고 하여 리비아 사막이라고 부른다. 제2차 세계 대전 당시에는 영국군과 독일군,이탈리아군의 격전지였다.

## 같이 보기
- 알제리 사막
- 누비아 사막